# (1591) Baize
Pour les articles homonymes, voir Baize.
(1591) Baize est un astéroïde de la ceinture principale découvert le 31 mai 1951 par l'astronome belge Sylvain Arend. Le lieu de découverte est l'observatoire royal de Belgique à Uccle. Sa désignation provisoire était 1951 KA. Il a été nommé en honneur du pédiatre et astronome amateur Paul Baize.

## Caractéristiques
Sa distance minimale d'intersection de l'orbite terrestre est de 0,961433 ua.